# Österreichischer Hockeyverband
Der Österreichische Hockeyverband (ÖHV) ist der nationale Spitzenverband für Feld- und Hallenhockey in Österreich. Er wurde 1913 gegründet, hat seinen Sitz in Wien und ist Mitglied des Internationalen Hockey-Verbandes (FIH) und des  Europäischen Hockey-Verbandes (EHF).
2018 feierte der ÖHV erstmals einen Titel bei einer Weltmeisterschaft, als die Herren im Finale der Hallen-WM im Penaltyschießen gegen Deutschland gewannen.